# Meridiano 1 E
O meridiano 1 E é um meridiano que, partindo do Polo Norte, atravessa o Oceano Ártico, Oceano Atlântico, Europa, África, Oceano Antártico, Antártida e chega ao Polo Sul. Forma um círculo máximo com o meridiano 179 W.
Começando no Polo Norte, o meridiano 1º Este tem os seguintes cruzamentos:
| País, território ou mar | Notas                                                                                    |
| ----------------------- | ---------------------------------------------------------------------------------------- |
| Oceano Ártico           |                                                                                          |
| Oceano Atlântico        |                                                                                          |
| Mar do Norte            |                                                                                          |
| Reino Unido             | Inglaterra                                                                               |
| Mar do Norte            |                                                                                          |
| Reino Unido             | Inglaterra                                                                               |
| Canal da Mancha         |                                                                                          |
| França                  |                                                                                          |
| Espanha                 |                                                                                          |
| Mar Mediterrâneo        | Passa a oeste de Ibiza                                                                   |
| Argélia                 |                                                                                          |
| Mali                    |                                                                                          |
| Níger                   |                                                                                          |
| Burquina Fasso          |                                                                                          |
| Níger                   | Uma parte da fronteira com o Burkina Faso é paralela ao meridiano, cerca de 1 km a oeste |
| Burquina Fasso          |                                                                                          |
| Benim                   |                                                                                          |
| Togo                    |                                                                                          |
| Gana                    |                                                                                          |
| Oceano Atlântico        |                                                                                          |
| Oceano Antártico        |                                                                                          |
| Antártida               | Terra da Rainha Maud, reclamada pela Noruega                                             |